# Womxn

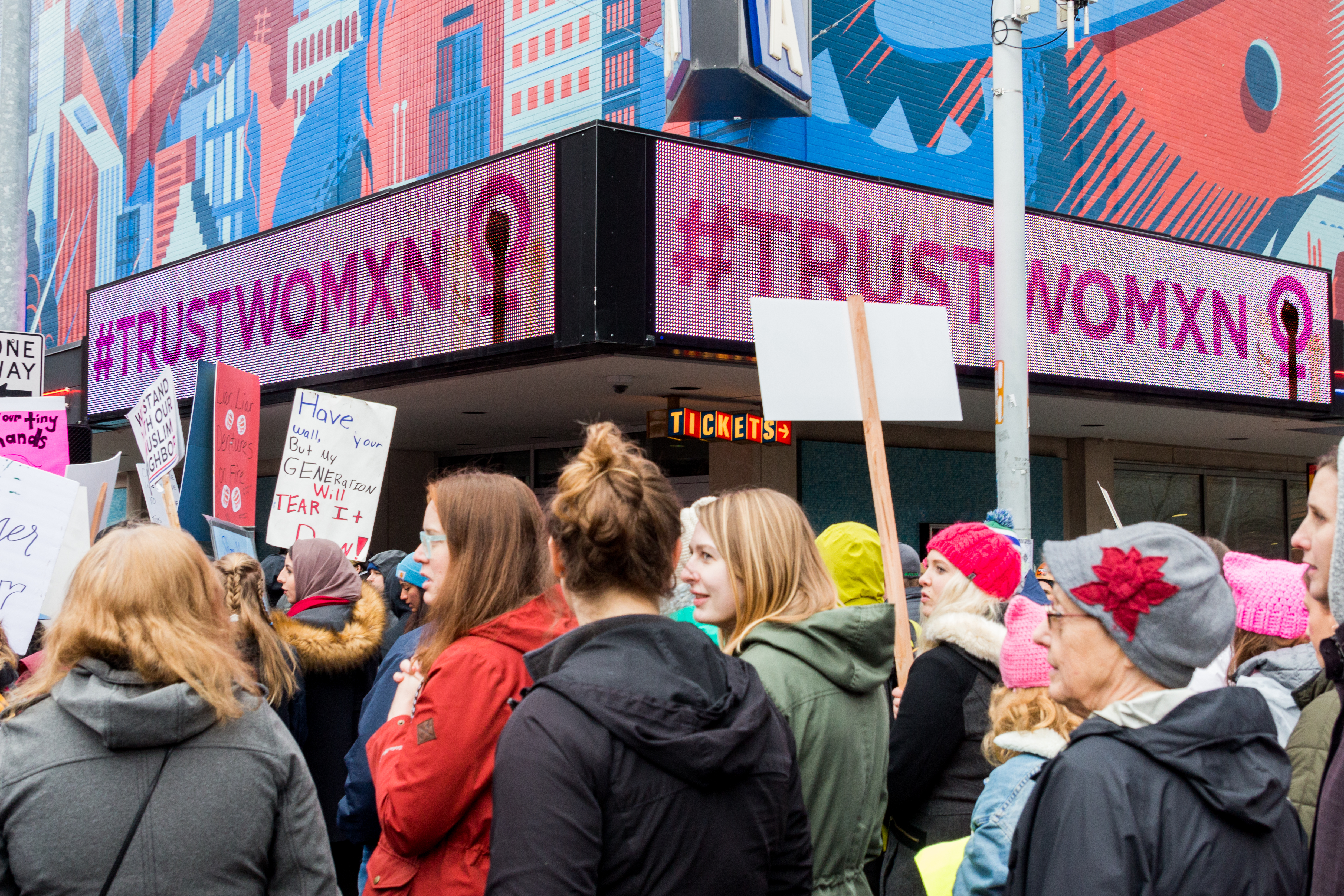
Die Benutzung des Begriffs auf einer Demonstration

Womxn ist ein radikalfeministischer Neologismus des englischen Wortes „woman“. Er ähnelt dem Begriff Womyn, der auch gelegentlich vorkommt. Den Begriff findet man seit den 1970er Jahren in Schriften, um vermeintlichen Sexismus in der Standardschreibweise (women) zu vermeiden, die das Wort „man“ (zu Deutsch: Mann) enthält.
Der Begriff „womxn“ wurde bereits von verschiedenen Organisationen übernommen, die ihn als inklusiv für transgeschlechtliche sowie nicht-binäre Personen sehen. Andererseits wurde der Begriff allerdings auch dafür kritisiert, angeblich verwirrend oder unnötig zu sein. Auch wurde dem Begriff vorgeworfen, transfeindlich zu sein.

## Definition
Dictionary.com, das Womxn 2019 zu seinem Wortschatz hinzugefügt hat, definiert Womxn als „wird insbesondere im intersektionalen Feminismus als alternative Schreibweise verwendet, um den in den Sequenzen m-a-n und m-e-n wahrgenommenen Hinweis auf Sexismus zu vermeiden und trans- und nicht-binäre Frauen einzubeziehen.“ Das Oxford English Dictionary fügte Womxn im Jahr 2021 hinzu und definiert es als „von einigen als integrativere Alternative zu Womyn übernommen, das als marginalisierend für bestimmte Gruppen, insbesondere ethnische Minderheiten und Transgender-Frauen, wahrgenommen wird.“
Im Jahr 2017 bezeichnete The Boston Globe den Begriff als „eine mächtige, immer beliebter werdende Bezeichnung, die ein breiteres Spektrum an Geschlechtsidentitäten als ‚Women‘ umfasst“. Im Jahr 2018 erklärte Jennie Kermode, Vorsitzende von Trans Media Watch, dass die Organisation den Begriff nicht verwenden würde, da der Begriff „Women“ bereits Transfrauen einschließt. In New York Times-Artikel aus dem Jahr 2019 erklärte die Journalistin Breena Kerr, dass „Womxn“ zwar schwer auszusprechen sei, es aber „vielleicht das bisher inklusivste Wort“ sei. Die Soziologin Nita Harker lobte die Mehrdeutigkeit des Begriffs in der Aussprache und sagte, dass er Personen dazu zwinge, „innezuhalten und nachzudenken“.

## Benutzung
Im Jahr 2017 entschied sich der Womxn's March on Seattle dafür, den Begriff „Womxn“ zu verwenden, um für den Marsch zu werben. Elizabeth Hunter-Keller, Kommunikationsleiterin der Veranstaltung, sagte gegenüber der New York Times, dass sie sich für die Veranstaltung auf Empfehlung eines Hauptorganisators entschieden hätten, der eine nicht-binäre Person sei, um die „Vielfalt der organisierenden Gruppe“ widerzuspiegeln. Hunter-Keller berichtete, dass trotz Verwirrungen die meisten Unterstützer den Begriff befürworteten. Im Januar 2018 veranstaltete Portland den „Indigenous Womxn's March“, der sich an farbige Menschen richtete.
Im Oktober 2019 machte die Wellcome Collection, ein Museum und eine Bibliothek in London, über Twitter eine Ankündigung, in der sie den Begriff nutzte. Nach Beschwerden von Hunderten Personen entschuldigte sich das Museum später und entfernte den Begriff von seiner Website. Der Vorfall erregte die mediale Aufmerksamkeit, sogar Jess Phillips der Labour Party äußerte sich dazu.
Am 1. März 2021 nutzte die Streaming-Plattform Twitch den Begriff „Womxn“, um für Veranstaltungen anlässlich des Women’s History Month zu werben. Die Veranstaltung wurde über Twitter (heutzutage X) angekündigt, was zu sofortiger Gegenreaktion verschiedener Nutzer führte, die den Begriff als transfeindlich sahen, weil er impliziere, dass Transfrauen keine Frauen, sondern eine separate Kategorie (Womxn) seien. Twitch entfernte den Tweet, entschuldigte sich und erklärte, dass sie das Wort verwenden wollten, um die Mängel der regulären Sprache anzuerkennen, und dass sie in Zukunft den Begriff „Women“ verwenden würden.